# EducaTico
EducaTico, o Educ@Tico, es el portal educativo del Ministerio de Educación reusarPública de Costa Rica (MEP), a través de su lema «La red del saber costarricense», tiene como propósito la ejecución de acciones educativas para promover el aprendizaje y facilitar el acceso a nuevos instrumentos didácticos, mediante el uso de las tecnologías de la información y de la comunicación.

## Historia
El Ministerio encargó a la Dirección de Recursos Tecnológicos en Educación (DRTE) la tarea de diseñarlo, desarrollarlo y elaborarlo, en coordinación con la Sección de Servicios Web de la Dirección de Informática de Gestión (DIG), ambas instancias del propio ministerio.
El nombre fue designado entre los docentes del país.
Educatico nació el 19 de marzo del 2009, como un espacio donde publicar los recursos pedagógicos, noticias, ideas y pensamientos, alrededor del quehacer en los distintos escenarios educativos de los principales actores del sistema educativo, tales como: docentes, estudiantes, administradores educativos, asesores, orientadores y comunidad educativa en general. Es miembro pleno de la Red Latinoamericana de Portales Educativos (RELPE).